# Hannas Baby
Hannas Baby ist ein deutscher Thriller von Diethard Klante aus dem Jahr 2002. Er wurde unter anderem in Ohrdruf in der Drogerie Stöve gedreht und von der neuen deutschen Filmgesellschaft produziert.

## Handlung
Die 23-jährige Archäologiestudentin Hanna Schreier ist schwanger von ihrem Mann. Ihr Schwiegervater und einige aus ihrem Umfeld drängen sie förmlich zu einer Abtreibung, weil eine Erbkrankheit angeblich die Familie belastet. In Wahrheit will man vor allem seitens der Pharma-Industrie verhindern, dass die einstigen dubiosen Machenschaften der DDR-Sportfunktionäre aufgeklärt werden.

## Kritik
Die Kritiker der Fernsehzeitschrift TV Spielfilm zeigten mit dem Daumen zur Seite, vergaben für Anspruch und Spannung je einen von drei möglichen Punkten und gaben zur Begründung an, dass „Doping und die Folgen ein zu komplexes Sujet“ seien. Das Fazit lautete: „Ein Thriller, der sich am Thema verhebt“.